# 940
Năm 940 là một năm trong lịch Julius.